# Janusz Minkiewicz
Janusz Minkiewicz (* 15. Juni 1911 in Sankt Petersburg; † 29. Mai 1981 in Warschau) war ein polnischer Schriftsteller, Lyriker, Satiriker, Journalist und Übersetzer.
Minkiewicz studierte Philosophie an der Universität Warschau. Er debütierte siebzehnjährig unter dem Pseudonym H. I. Polit, sein erstes satirisches Gedicht unter eigenem Namen veröffentlichte er 1932 in der Zeitschrift Cyrilik Warszawski. Bekannt wurde er als Pionier des Limericks in Polen.
1935 war er Korrespondent des Kurier Poranni in London, im Folgejahr berichtete er für den Kurier von den Olympischen Spielen in Berlin. Bekannt wurde er als Koautor satirischer Stücke von Światopełk Karpiński und Jerzy Zaruba, die an der Nowa Komedia aufgeführt wurden. Sein Buch Nic świętego erschien kurz vor Ausbruch des Zweiten Weltkrieges.
1939 ging er nach Vilnius und gründete dort mit Karpiński das Kabarett Ksantypa. Nach dem deutschen Einmarsch in Litauen kehrte er nach Warschau  zurück. Nach dem Krieg arbeitete er zunächst in Lublin für die Zeitschrift Stańczyk und dann in Lodz als Theaterkritiker für den Dziennik Łódzki. In den folgenden Jahren schrieb er in Warschau für die Zeitschrift Szpilki und veröffentlichte im Przekrój Glossen unter der Überschrift Pigulki.
Er übersetzte Literatur aus dem Russischen, verfasste Kinderbücher und übersetzte und bearbeitete mit Antoni Marianowicz Libretti von Musicals und Operetten (u. a. My Fair Lady, Kiss Me, Kate, Der Mann von La Mancha) u. a. für das Teatr Syrena. 1954–55 war er künstlerischer Leiter des Warschauer Satiretheaters Kleks. Er wurde eine der charakteristischen Personen im Warschau der Nachkriegszeit und als „Prinz der Warschauer Nächte“ (księc warszawsjich nocy) berühmt. Seine letzten Lebensjahre verbrachte er überwiegend in New York.